# Albert Rust
Albert Rust (10 d'octubre de 1953) és un exfutbolista francès i entrenador. Va formar part de l'equip francès a la Copa del Món de 1986.